# Албано Сант'Алесандро
Албано Сант'Алесандро (итал. Albano Sant'Alessandro) је насеље у Италији у округу Бергамо, региону Ломбардија.
Према процени из 2011. у насељу је живело 7678 становника. Насеље се налази на надморској висини од 244 м.

## Становништво
Према резултатима пописа становништва 2011. у општини је живело 8.029 становника.
| 1931. | 1936. | 1951. | 1961. | 1971. | 1981. | 1991. | 2001. | 2011. |
| ----- | ----- | ----- | ----- | ----- | ----- | ----- | ----- | ----- |
| 1.648 | 1.741 | 2.006 | 2.518 | 3.846 | 5.129 | 5.663 | 6.756 | 8.029 |